# Žegrova
Žegrova (cyr. Жегрова) – wieś w Serbii, w okręgu toplickim, w gminie Kuršumlija. W 2011 roku liczyła 31 mieszkańców.